# Габела (Анкона)
Габела је насеље у Италији у округу Анкона, региону Марке.
Према процени из 2011. у насељу је живело 498 становника. Насеље се налази на надморској висини од 7 м.